# Murray Alper
Murray Alper (New York, 11 gennaio 1904 – Los Angeles, 16 novembre 1984) è stato un attore statunitense.

## Filmografia parziale

### Cinema
- La famiglia reale di Broadway (The Royal Family of Broadway), regia di George Cukor (1930)
- The Girl Habit, regia di Edward F. Cline (1931)
- High Tension, regia di Allan Dwan (1936)
- I demoni del mare (Sea Devils), regia di Benjamin Stoloff (1937)
- The Night of Nights, regia di Lewis Milestone (1939)
- Black Friday, regia di Arthur Lubin (1940)
- Il mistero del falco (The Maltese Falcon), regia di John Huston (1941)
- Con mia moglie è un'altra cosa (Affectionately Yours), regia di Lloyd Bacon (1941)
- Sabotatori (Saboteur), regia di Alfred Hitchcock (1942)
- I sacrificati (They Were Expendable), regia di John Ford (1945)
- L'infernale avventura (Angel on My Shoulder), regia di Archie Mayo (1946)
- FBI operazione Las Vegas (Highway Dragnet), regia di Nathan H. Juran (1954)

### Televisione
- Damon Runyon Theater – serie TV, episodi 1x02-2x19 (1955-1956)
- Crossroads – serie TV, episodio 2x01 (1956)
- Johnny Staccato – serie TV, episodio 1x10 (1959)
- Maverick – serie TV, episodio 4x02 (1960)
- Sotto accusa (Arrest and Trial) – serie TV, episodio 1x13 (1963)